# USS Gallery (FFG-26)
USS Gallery (FFG-26) je bila osemnajsta ladja razreda fregat oliver hazard perry. 
Poimenovana je bila po treh bratih kontraadmiralih: Daniel V. Gallery (1901–1977), William O. Gallery (1904–1981) in Philip D. Gallery (1907–1973). 28. februarja 1977 so gradnjo zaupali ladjedelnici; gradnja se je pričela 17. maja 1980 in bila splovljena 20. decembra istega leta. 5. decembra 1981 je bila sprejeta v uporabo. Iz uporabe in registra so jo izločili 14. junija 1996 ter jo nato prodali Egiptu, ki jo je preimenovala v Taba (F 916) (oz. Tahba).